# Prefectura de Santa Elena
El Gobierno Provincial de Santa Elena, conocido simplemente como Prefectura de de Santa Elena, y oficialmente denominado como Gobierno Autónomo Descentralizado Provincial de Santa Elena por la Constitución del 2008 y el Código Orgánico Territorial, Autonomía y Descentralización (Cootad) expedido en el 2010 y se establecieron sus competencias exclusivas y concurrentes. Dentro de las primeras está el desarrollo económico y productivo
. Es la institución política y administrativa que rige en la provincia de Santa Elena. Está conformado por el prefecto provincial, un viceprefecto, y el Consejo Provincial conformado por delegados de los tres cantones peninsulares.

## Base Jurídica
El Gobierno Provincial de Santa Elena se establece jurídicamente en lo estipulado en la constitución, las leyes, y las demás normas jurídicas del país. La Constitución de 2008, vigente en la actualidad, establece —en su artículo 238— gobiernos autónomos descentralizados para cada nivel de gobierno, definiendolos como entidades que gozan de autonomía política, administrativa y financiera, y que se rigen por principios tales como los de solidaridad, subsidiariedad, equidad interterritorial, integración y participación ciudadana.

MISIÓN
Impulsar el progreso integral de nuestra nueva Provincia, a través de un modelo de gestión participativa, con miras a hacer de esta un polo de desarrollo, en beneficio de nuestra Santa Elena.
VISIÓN
Una gestión Provincial transparente y participativa, orientada a promover las potencialidades de nuestra región, logrando así su posicionamiento en el escenario nacional e internacional.
COMPETENCIAS
El Gobierno Provincial de Santa Elena, constituye un Gobierno Descentralizado que goza de Autonomía Política, Administrativo y financiero; se rige por los principios de solidaridad, subsidiaridad, equidad interterritorial, integración y participación ciudadana. Las competencias y atribuciones del Gobierno Provincial son las establecidas por la Constitución de la República del Ecuador y la Ley Orgánica que regula el Régimen Provincial, además decretos, normativas nacionales que reglamenta las competencias y ámbitos de funcionamientos de los Gobiernos Provinciales.
Según el Art. 263 de la constitución del Ecuador.- Los gobiernos provinciales tendrán las siguientes competencias exclusivas, sin perjuicio de las otras que determine la ley:
1. Planificar el desarrollo provincial y formular los correspondientes planes de ordenamiento territorial, de manera articulada con la planificación nacional, regional, cantonal y parroquial.
2. Planificar, construir y mantener el sistema vial de ámbito provincial, que no incluya las zonas urbanas.
3. Ejecutar, en coordinación con el gobierno regional, obras en cuencas y micro cuencas.
4. La gestión ambiental provincial.
5. Planificar, construir, operar y mantener sistemas de riego.
6. Fomentar la actividad agropecuaria.
7. Fomentar las actividades productivas provinciales.
8. Gestionar la cooperación internacional para el cumplimiento de sus competencias.
En el ámbito de sus competencias y territorio, y en uso de sus facultades, expedirán ordenanzas provinciales.
```
   Siguiente
```

```
   PrefectoPrefecto
   ConsejerosConsejeros
   Nuestra InstituciónNuestra Institución
```